# Doctor Doctor (US-amerikanische Fernsehserie)
Doctor Doctor war eine US-amerikanische Fernsehserie, die für CBS produziert wurde. Zwischen 1989 und 1991 entstanden insgesamt 40 Episoden in drei Staffeln. Die Hauptrollen spielten unter anderem Matt Frewer und Julius Carry. Für David Frankel war die Arbeit an der mit zwei GLAAD Media Awards der Gay & Lesbian Alliance Against Defamation ausgezeichneten Serie sein Regiedebüt.

## Handlung
Dr. Mike Stratford und drei weitere Ärzte, die zusammen ihren Abschluss an der Harvard University gemacht haben, betreiben eine Gemeinschaftspraxis in Providence. Stratford arbeitet daneben als medizinischer Experte für den lokalen Fernsehsender. Durch seinen engen Terminplan hat er kaum Zeit für ein Privatleben mit seiner Freundin, der Fernsehproduzentin Elizabeth McQueen. Sein bester Freund ist sein afroamerikanischer Kollege Abraham Butterfield, ein Familienmensch. Die weiteren Ärzte sind der egozentrische Grant Linowitz sowie die selbstsüchtige Deirdre Bennett. Im Lauf der Handlung outet sich Mikes Bruder Richard als Homosexuell, was zu weiteren Verwicklungen führt.
Der Humor der Serie entsteht aus den völlig unterschiedlichen Charakteren und Herangehensweisen an die teilweise sehr ernsten in Behandlung befindlichen Krankheitsfälle.

## Auszeichnungen
- 1990: GLAAD Media Award
- 1991: GLAAD Media Award